# Delinquent Habits

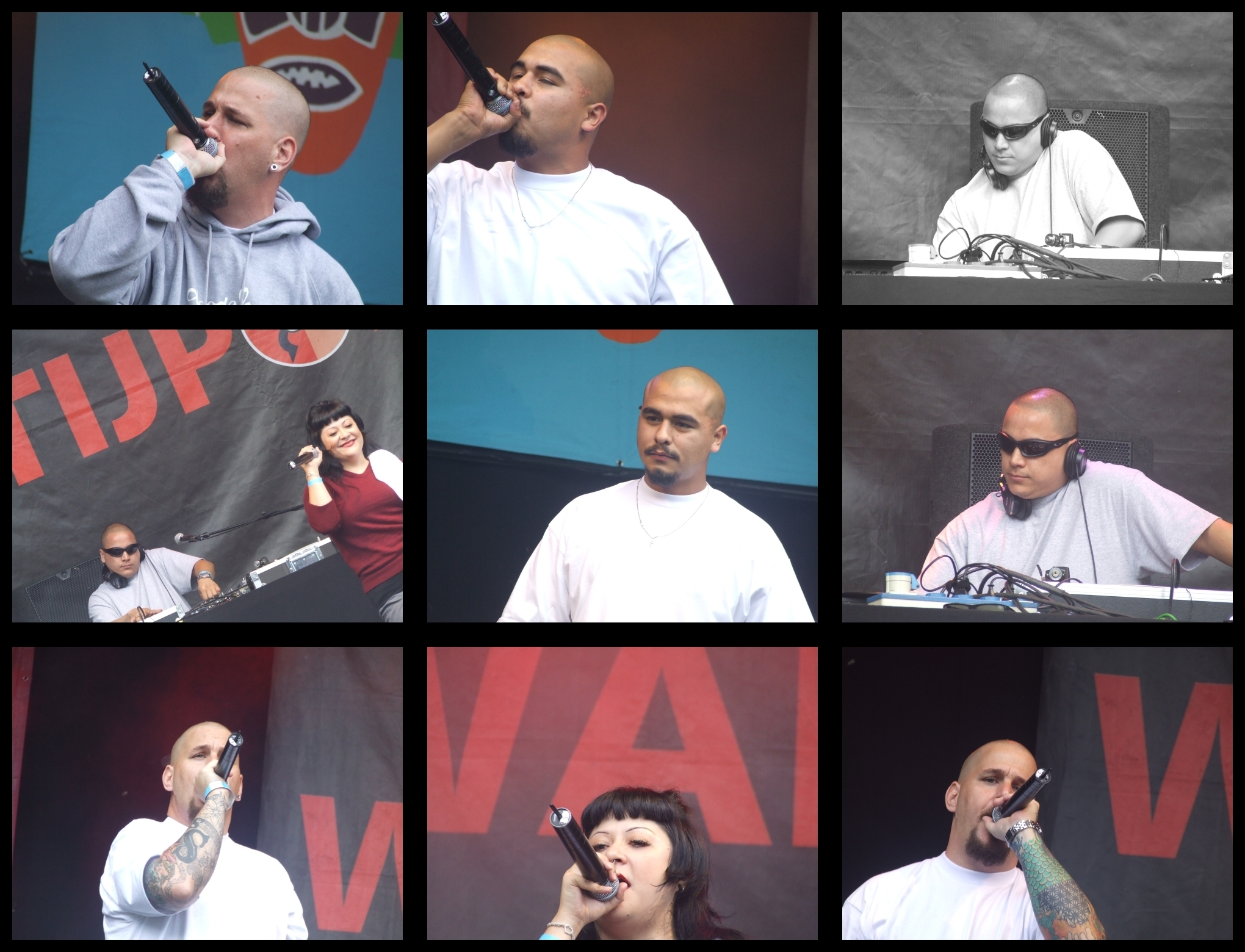
Delinquent Habits (2007)

Delinquent Habits ist eine 1991 von Kemo the Blaxican, Ives Irie und DJ O.G. Style gegründete Hip-Hop-Gruppe aus Los Angeles, die vor allem für ihren Latin-Hip-Hop-Stil bekannt sind.

## Geschichte
Ihr erstes Album, Delinquent Habits, wurde 1996 von Sen Dog produziert, welches er und die New Yorker Rapperin Hurricane G auch mitgestalteten. Das Album wurde dank der erfolgreichen Single Tres Delinquentes über eine Million Mal über die ganze Welt verkauft. Ihr zweites Album Here Come the Horns, das keinen so großen Erfolg hatte wie sein Vorgänger, wurde 1998 ebenfalls von Sen Dog produziert und gestützt, dieses Mal gesellte sich aber auch Mellow Man Ace dazu. Ihr drittes Album Merry Go Round veröffentlichten sie 2001 auf ihrem selbst gegründeten Label Station 13 Records, diesmal begleitet von der Sängerin Michelle. Beim vierten Studioalbum Freedom Band im Jahr 2003 lag ihr Fokus mehr auf Hardcore-Rap.
Nach diesem Album verließ einer der Gründer, Kemo, die Band. Rund fünf Jahre später verließ auch DJ O.G. Style die Band. 2013 beschlossen Kemo The Blaxican und Ives Irie eine Wiedervereinigung.
Bekannt wurde Delinquent Habits auch durch ihren Beitrag für das Spiel „Total Overdose“. Ihr Lied Return of the Tres aus dem Album Merry Go Round wurde als Titelsong im Hauptmenü verwendet. Es wurde überdies 2001 und 2005 in der Werbereihe Joga Bonito von Nike verwendet.

## Diskografie

### Studioalben
| Jahr | Titel               | Höchstplatzierung, Gesamtwochen, AuszeichnungChartplatzierungen (Jahr, Titel, Platzierungen, Wochen, Auszeichnungen, Anmerkungen) | Höchstplatzierung, Gesamtwochen, AuszeichnungChartplatzierungen (Jahr, Titel, Platzierungen, Wochen, Auszeichnungen, Anmerkungen) | Höchstplatzierung, Gesamtwochen, AuszeichnungChartplatzierungen (Jahr, Titel, Platzierungen, Wochen, Auszeichnungen, Anmerkungen) | Höchstplatzierung, Gesamtwochen, AuszeichnungChartplatzierungen (Jahr, Titel, Platzierungen, Wochen, Auszeichnungen, Anmerkungen) | Höchstplatzierung, Gesamtwochen, AuszeichnungChartplatzierungen (Jahr, Titel, Platzierungen, Wochen, Auszeichnungen, Anmerkungen) | Anmerkungen                        |
| Jahr | Titel               | DE | AT | CH | UK | US | Anmerkungen                        |
| ---- | ------------------- | --- | --- | --- | --- | --- | ---------------------------------- |
| 1996 | Delinquent Habits   | — | — | — | — | US74 (8 Wo.)US | Erstveröffentlichung: 4. Juni 1996 |
| 1998 | Here Come the Horns | — | — | CH40 (3 Wo.)CH | — | — | Erstveröffentlichung: März 1998    |

Weitere Veröffentlichungen
- 2000: Merry Go Round
- 2003: Freedom Band
- 2005: Dos Mundos, Dos Lenguas
- 2006: New and Improved
- 2009: The Common Man
- 2017: It Could Be Round Two

### Singles
| Jahr | Titel Album                         | Höchstplatzierung, Gesamtwochen, AuszeichnungChartplatzierungen (Jahr, Titel, Album, Platzierungen, Wochen, Auszeichnungen, Anmerkungen) | Höchstplatzierung, Gesamtwochen, AuszeichnungChartplatzierungen (Jahr, Titel, Album, Platzierungen, Wochen, Auszeichnungen, Anmerkungen) | Höchstplatzierung, Gesamtwochen, AuszeichnungChartplatzierungen (Jahr, Titel, Album, Platzierungen, Wochen, Auszeichnungen, Anmerkungen) | Höchstplatzierung, Gesamtwochen, AuszeichnungChartplatzierungen (Jahr, Titel, Album, Platzierungen, Wochen, Auszeichnungen, Anmerkungen) | Höchstplatzierung, Gesamtwochen, AuszeichnungChartplatzierungen (Jahr, Titel, Album, Platzierungen, Wochen, Auszeichnungen, Anmerkungen) | Anmerkungen                      |
| Jahr | Titel Album                         | DE | AT | CH | UK | US | Anmerkungen                      |
| ---- | ----------------------------------- | --- | --- | --- | --- | --- | -------------------------------- |
| 1996 | Tres Delinquentes Delinquent Habits | DE30 (16 Wo.)DE | — | CH34 (8 Wo.)CH | — | US35 (20 Wo.)US | Erstveröffentlichung: April 1996 |

Weitere Singles
- 1996: Lower Eastside
- 1997: This Is L.A.
- 1998: Here Come the Horns
- 2001: Return of the Tres
- 2001: Feel Good

### Gastbeiträge
- 2009: Via Panam (feat. El Siete) – Soundtrack zum Dokumentarfilm „Panamericana“ von Severin Frei.